# Nemoria mimosaria
Nemoria mimosaria là một loài bướm đêm trong họ Geometridae.